# 絶縁ゲートバイポーラトランジスタ

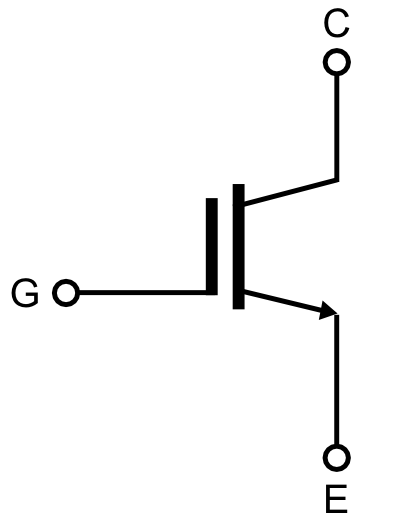
IGBTの回路図記号

絶縁ゲートバイポーラトランジスタ（ぜつえんゲートバイポーラトランジスタ、英: insulated-gate bipolar transistor、IGBT）は半導体素子のひとつで、NPNPの4層からなりMOSゲートSCRまたはMOSゲートサイリスタと同じ構造でありながら、全動作領域でサイリスタ動作を完全に抑え込み、トランジスタ動作のみをさせるように設計した、MOSゲートで電流を制御するバイポーラトランジスタである。電力制御の用途で使用される。

## 歴史
IGBTはサイリスタと同様にP-N-P-Nの4層からなる半導体素子でありながら、サイリスタ動作をさせずにMOSゲートで電流を制御できる素子である。このIGBT動作モードは1968年に山上倖三によって特許公報昭47-21739で最初に提案された。また、1978年にはB.W. Scharf とJ.D. Plummerが4層の横型サイリスタでこのIGBT動作モードを実験的に初めて確認している。この動作モードを持つ最初の縦型素子は1982年にB. J. BaligaがIEDMで論文を発表しており、また、同様な論文が1982年にJ.P. Russel等がIEEE Electron Device Letterに投稿している。このIGBT動作をする素子はInsulated-Gate Rectifier (IGR)、 Insulated-Gate Transistor (IGT)、 Conductivity-Modulated Field-Effect Transistor (COMFET)、やBipolar-mode MOSFETなどと呼ばれた。
J.D. Plummerは1978年に「4層のサイリスタでIGBTモードで動作する素子」を特許出願し、USP No.4199774が1980年に登録され、B1 Re33209が1995年に登録されている。
J.D. Plummerの「4層のサイリスタでIGBTモードで動作する素子」は電流が大きくなるとラッチアップしてサイリスタ動作に移るので、ラッチアップが必然的に起きてしまう問題がある。1982年に発表されたIGRやCOMFETはスイッチングスピードが遅く、寄生のサイリスタがラッチアップしやすい欠点があった。IGBTでラッチアップが起こると電流が一点に集中して素子破壊が起こるので、寄生サイリスタのラッチアップの完全な抑制がIGBTの開発の目標となった。1983年にはBaligaやA.M. Goodman等によって電子線照射によってスイッチングスピードが改善され、また、ラッチアップ耐量向上の努力がなされた。1983年にはGEがサンプル出荷を始めたが、ラッチアップは克服されなかった。GEの素子は大電流密度でサイリスタ動作してしまい、応用は限定され、その動作はJ.D. Plummerの特許の範囲であった。
Hans W. BeckeとCarl F. Wheatleyは1980年に「アノード領域を有するパワーMOSFET (power MOSFET with an anode region)」を米国特許出願している。この特許は「いかなる動作条件でもサイリスタ動作しない (no thyristor action occurs under any device operating conditions)」ことをクレイムしている。これは実質上、素子のすべての動作領域でラッチアップしないことを意味している。
完全なラッチアップの抑制は1984年、中川明夫等がIEDMで論文発表したノンラッチアップIGBTの発明によって初めて実現された。このノンラッチアップIGBTの設計概念は「IGBTの飽和電流をラッチアップする電流値よりも小さく設定する」というもので、1984年に特許出願された。完全にラッチアップしないことを証明するため、1200 V の素子を 600 V のDC電源に直結して負荷なしで 25 μs の期間、素子をオンさせた。600 V の電圧が素子に直接印加され、流れるだけの短絡電流が素子に流れたが、素子は破壊せずに 25 μs 後に電流をオフできた。この素子特性は負荷短絡耐量と呼ばれるものでIGBTで初めて実現された。これによって、Hans W. BeckeとCarl F. Wheatleyによって特許提案された「素子の動作領域全体でラッチアップしないIGBT」が1984年に実現した。ラッチアップが完全に抑制されたノンラッチアップIGBTでは電流密度と電圧の積は 5×105 W/cm2 に達した。この値はバイポーラトラジスタの理論限界 2×105 W/cm2 を超えており、ノンラッチアップIGBTは破壊耐量が強く、安全動作領域が広いことが検証された。この結果、IGBTはバイポーラトランジスタを置き換えただけでなく、ゲートターンオフサイリスタ（GTO)をも駆逐した。ノンラッチアップIGBTの実現によってHans W. BeckeとCarl F. Wheatleyの特許がIGBTの概念上の基本特許となり、中川等が発明したノンラッチアップIGBTの設計原理が実際にIGBTを実現する上での基本特許となった。これにより現在のIGBTが誕生した。

## 特徴
電圧制御型のMOS-FET (Metal Oxide Semiconductor - Field Effect Transister) の欠点である高耐圧に伴って高くなるオン抵抗による発熱と、バイポーラトランジスタ (Bipolar Junction Transistor, BJT) の低いスイッチング速度という欠点をそれぞれ補うように、入力段にMOS-FETを、出力段にバイポーラトランジスタを1つの半導体素子上に構成したものである。ゲート・エミッタ間の電圧で駆動され、入力信号によってオン・オフができる自己消弧形であるので、大電力の高速スイッチングが可能な半導体素子である。
通常3相インバータを構成する場合、ゲート信号（トランジスタの場合はベース信号）用の独立した電源が4組必要だが、小容量IGBT/MOS-FETではゲート電流が非常に小さい事からコンデンサに充電した電荷で駆動できる（ブートストラップ回路）。但しコンデンサが不良になるとゲート信号が出力できなくなる欠点があるため、以下に示すIPM駆動の小型インバータで採用されている程度である。

## 構造

プレーナゲート型IGBTの断面構造

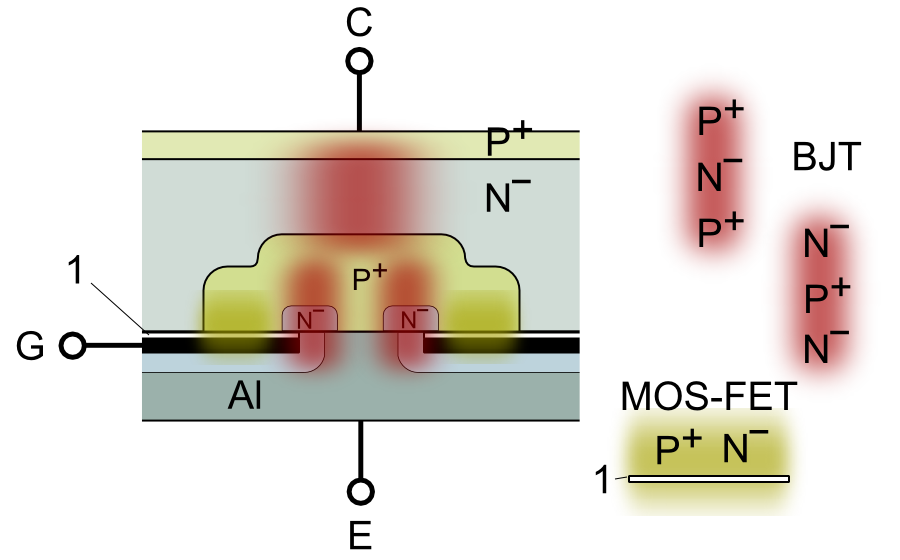
IGBTの構造模式図
1.酸化膜　赤い部分がBJTで黄色い部分がMOS-FETをそれぞれ構成している。

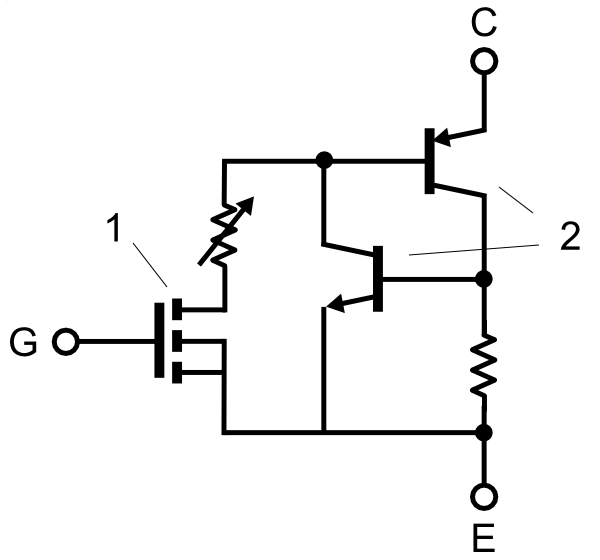
IGBT等価回路
1.MOS-FET 2.BJT（寄生サイリスタも描いている）

Nチャネル縦型MOS-FETのドレイン側にPコレクタを追加した構造である。Pコレクタからの正孔の注入により、Nベース層の導電率変調が起こり、抵抗が低下する。このため、MOS-FETと比較すると高電圧の用途に適している。その一方で、注入したキャリアの消滅に時間がかかるため、ターンオフ時間が長くなる。

### パンチスルー (Punch Through) 形
1980年代から製造されているものである。オフ時に空乏層がコレクタ側に接触しているものであり、エピタキシャルウェハーを使用しコレクタ側からキャリアを高濃度注入しライフタイムコントロールを行う設計となっている。
特徴として、次の点が挙げられる。
- エピタキシャルウエハーを使用するためコストが高い。
- ライフタイムコントロールのため、高温でスイッチング損失が増加する。
- 高温でオン電圧が低下（電気抵抗が低下）し、並列使用時に特定の素子に電流が集中し破損の原因となることもある。
- 最近では、ウエハー厚を薄くしコレクタ側の注入を抑えることにより、上記の欠点を克服したものが開発されている。

### ノンパンチスルー (Non Punch Through) 形
ウエハーを薄く加工し取り扱う技術の進歩により、1990年代中ごろから製造されているものである。オフ時に空乏層がコレクタ側に接触しないものであり、フローティングゾーン (Floating Zone) ウエハーを使用しコレクタ側のキャリアの注入濃度を下げ輸送効率を上げる設計となっている。
特徴として以下の点が挙げられる。
- フローティングゾーンウエハーを使用するためコストが低く、結晶欠陥が少なく信頼性が高い。
- 高温でオン電圧が上昇（電気抵抗が上昇）し、電流分布が均一となり並列使用に有利である。

2000年代より、トレンチゲート構造やコレクタ側にフィールドストップ層を形成した、よりオン電圧が低くスイッチング損失の少ないものも製造されるようになった。

## 逆阻止絶縁ゲートバイポーラトランジスタ
結晶欠陥密度が高いダイシング側面でのキャリア発生を抑えることによって逆耐圧特性をもたせたものである。
双方向スイッチングを構成するときに、逆耐圧をもたせるためのダイオードが不要になる。素子数の低減によりコストダウンと小型化・軽量化が可能となる。また、オン電圧の半減が期待できる。交流-交流の直接変換用素子として開発された。
- メサ型
- 分離阻止型

## 用途
- 大電力インバータの主変換素子
  - 無停電電源装置
  - 溶接機（電気式）
  - 交流電動機の可変電圧可変周波数制御
    - 鉄道車両の制御
    - ハイブリッドカー
- インバータを用いる家電製品
  - エア・コンディショナー
  - 冷蔵庫
  - 洗濯機
  - 電子レンジ
  - IH調理器
  - 照明機器
  - パワーコンディショナー

## IPM
1990年代になってからは、IGBTを中心に制御信号増幅回路や電流・電圧・温度といった保護回路、還流用ダイオードなどが1つのパッケージに収められたIPM (Intelligent Power Module) と呼ばれる電子部品も登場している。定番の電力制御回路がまとめられたことによる利便性の向上だけでなく、素子間の配線短縮によるインピーダンスの低下を図れるため雑音低減も期待でき、装置の小型化に寄与し信頼性も高まる。従来のモジュール形状のほかDIPやSIPパッケージなど小型の物も登場し洗濯機、冷蔵庫、空調機器のモータ駆動用などの他、小型汎用インバータなどで使われる。制御をインバータ化することで周波数や電圧を問わず共通仕様のモータが使用できるため生産コスト低減に寄与している。